# Jim Thompson (Bischof)
James Lawton Thompson (* 11. August 1936 in Birmingham; † 19. September 2003 an Bord des Kreuzfahrtschiffes Minerva II) war ein britischer anglikanischer Theologe und Bischof von Bath und Wells.

## Leben
Jim Thompson wurde im Stadtteil Harborne in Birmingham geboren, die Familie zog mit dem Ausbruch des Zweiten Weltkrieges aber nach Gloucester und Jim Thompson ging in Cheltenham auf die Dean Close School, bei deren Abschluss er ein Stipendium für ein Studium an der Universität von Cambridge für seine guten Leistungen erhielt. Thompson nahm dieses Stipendium zunächst aber nicht wahr, sondern ging nach London und machte eine Ausbildung als Buchhalter. Nach dem Abschluss dieser Ausbildung leistete er von 1959 bis 1961 seinen Wehrdienst ab. Thompson diente als Unterleutnant im Royal Tank Regiment, das zu jener Zeit in Deutschland stationiert war. In die Zeit seines Abschlusses und seines Wehrdienstes fiel die Entscheidung Theologie zu studieren, und eine damit einhergehende persönliche Wandlung zu einem offen christlich-religiösen Menschen. Thompson studierte nach seinem Wehrdienst am Emmanuel College in Cambridge Theologie und wurde am Ripon College Cuddesdon in Cuddesdon zum Priester ausgebildet. Er übernahm eine erste Priesterstelle in East Ham, London, und kehrte 1968 als Priester nach Cuddesdon zurück. Von Cuddesdon wechselte er 1971 auf eine Pfarrstelle in Thamesmead im Osten Londons. 1978 trat er die Nachfolge von Trevor Huddleston als Suffraganbischof von Stepney an. Hier war er verantwortlich für die London Boroughs Tower Hamlets, Islington und Hackney, die ethnisch stark gemischt sind und deren religiöse Vielfalt dementsprechend groß ist. Thompson wurde ein Verfechter der Ökumene auch mit nicht-christlichen Religionsgemeinschaften, genauso wie er seine Stimme denen gab, deren soziale Rechte er eingeschränkt sah. 1991 wurde von dieser von vielen Herausforderungen an einen Priester geprägten Position in einer Millionenstadt als Nachfolger von George Carey zum Bischof der eher ländlich geprägten Diözese Bath und Wells berufen. Thompson, der Pferde liebte, gelang der zuerst skeptisch betrachtete Wechsel in seine neue Stellung erfolgreich und er wurde zum allgemein geachteten und anerkannten Bischof von Bath und Wells, eine Stellung, aus der er 2001 in den Ruhestand trat. Als Bischof von Bath und Wells war er vom 28. Februar 1997 bis zum 31. Dezember 2001 ein Mitglied des House of Lords.
Jim Thompsons politische Anliegen war vor allem im sozialpolitischen Bereich zu finden. Er war in der Leitung der kirchlichen Kinderwohlfahrtsorganisation The Children’s Society tätig und setzte sich dort 1999 für das Adoptionsrecht von homosexuellen Paaren ein, auch wenn dies auf entschiedenen Widerspruch beim Erzbischof von Canterbury und dem einflussreichen Erzbischof von York stieß. 1992 hatte er die Leitung einer kirchlichen Arbeitsgruppe übernommen, die sich mit der Neubewertung der Familie im Rahmen der christlichen Tradition befasste. Der Bericht der Arbeitsgruppe wurde 1995 unter dem Titel Something to Celebrate der Generalsynode vorgelegt. Der Bericht forderte, dass Priester den Begriff vom Leben in Sünde für unverheiratete oder nur standesamtlich getraute Paare nicht länger gebrauchen sollten. Der Bericht stieß auf heftige Ablehnung in konservativen Kirchenkreisen und auch vom damaligen Erzbischof von Canterbury George Carey wurde der Bericht abgelehnt. 1998 trat Jim Thompson für die Countryside Alliance und gegen das damals diskutierte Verbot von Treibjagden auf Füchse ein. Im Radioprogramm Thought for the Day auf BBC Radio 4 war Jim Thompson regelmäßig zu hören.
Jim Thompson war verheiratet, er hatte einen Sohn und eine Tochter.

## Bücher von Jim Thompson
- Halfway: reflections on midlife, 1986
- The Lord’s Song, 1990
- Stepney Calling, 1991

## Sonstige Veröffentlichungen
- James Thompson im Hansard (englisch)

| Personendaten    | Personendaten                                                     |
| ---------------- | ----------------------------------------------------------------- |
| NAME             | Thompson, Jim                                                     |
| ALTERNATIVNAMEN  | Thompson, James Lawton                                            |
| KURZBESCHREIBUNG | britischer anglikanischer Theologe und Bischof von Bath und Wells |
| GEBURTSDATUM     | 11. August 1936                                                   |
| GEBURTSORT       | Birmingham                                                        |
| STERBEDATUM      | 19. September 2003                                                |
| STERBEORT        | Minerva II                                                        |